# Kōichi Sugiyama
Kōichi Sugiyama (jap. 杉山 弘一 Sugiyama Kōichi; ur. 27 października 1971) – japoński piłkarz występujący na pozycji obrońcy.

## Kariera klubowa
Od 1994 do 2003 roku występował w klubach Urawa Reds, Tokyo Verdy i Albirex Niigata.